# دوروتا استالینسکا
دوروتا استالینسکا (لهستانی: Dorota Stalińska؛ زادهٔ ۱ ژوئن ۱۹۵۳) بازیگر اهل لهستان است.
از فیلم‌ها یا مجموعه‌های تلویزیونی که وی در آن‌ها نقش داشته‌است، می‌توان به خرده‌دهقانان، گا، گا، درود بر قهرمانان، کنترل، پرستار کودک، ع چون عشق، در خوشی و سختی، ده فرمان، صفر-هفت، به‌گوشم، سکسمیشن و مرد مرمرین اشاره نمود.